# Trilogia di Marte
La trilogia di Marte (Red Mars, Green Mars, Blue Mars) è un ciclo di romanzi di fantascienza scritti da Kim Stanley Robinson che narrano della colonizzazione e terraformazione del pianeta Marte.
La narrazione si svolge seguendo dettagliatamente i personali punti di vista dei protagonisti (punti di vista spesso enormemente differenti gli uni dagli altri).
Decisamente più utopico che distopico, il racconto si focalizza sui progressi scientifici e sociologici dell'umanità.
I tre romanzi sono Il rosso di Marte (Red Mars, 1992, tradotto in italiano da Maurizio CaritàIl rosso di Marte, pubblicato nel 1995 per i tipi di Arnorldo Mondadori Editore e poi da Fanucci Editore), Il verde di Marte (Green Mars, 1993, tradotto in italiano nel 2016) e Il blu di Marte (Blue Mars, 1996, edito in italiano nel 2017). 
Nel 1999 lo stesso autore ha pubblicato una raccolta di racconti brevi chiamata The Martians. Uno dei racconti della raccolta, intitolato Green Mars come il secondo romanzo, è apparso in italiano, a partire dal 1986, con il titolo Verde Marte o Marte Verde.
Il romanzo Il rosso di Marte ha vinto il premio BSFA nel 1992 e il premio Nebula 1993; i romanzi Il verde di Marte e Il blu di Marte hanno vinto il premio Hugo rispettivamente del 1994 e 1997.

## Trama

### Il rosso di Marte

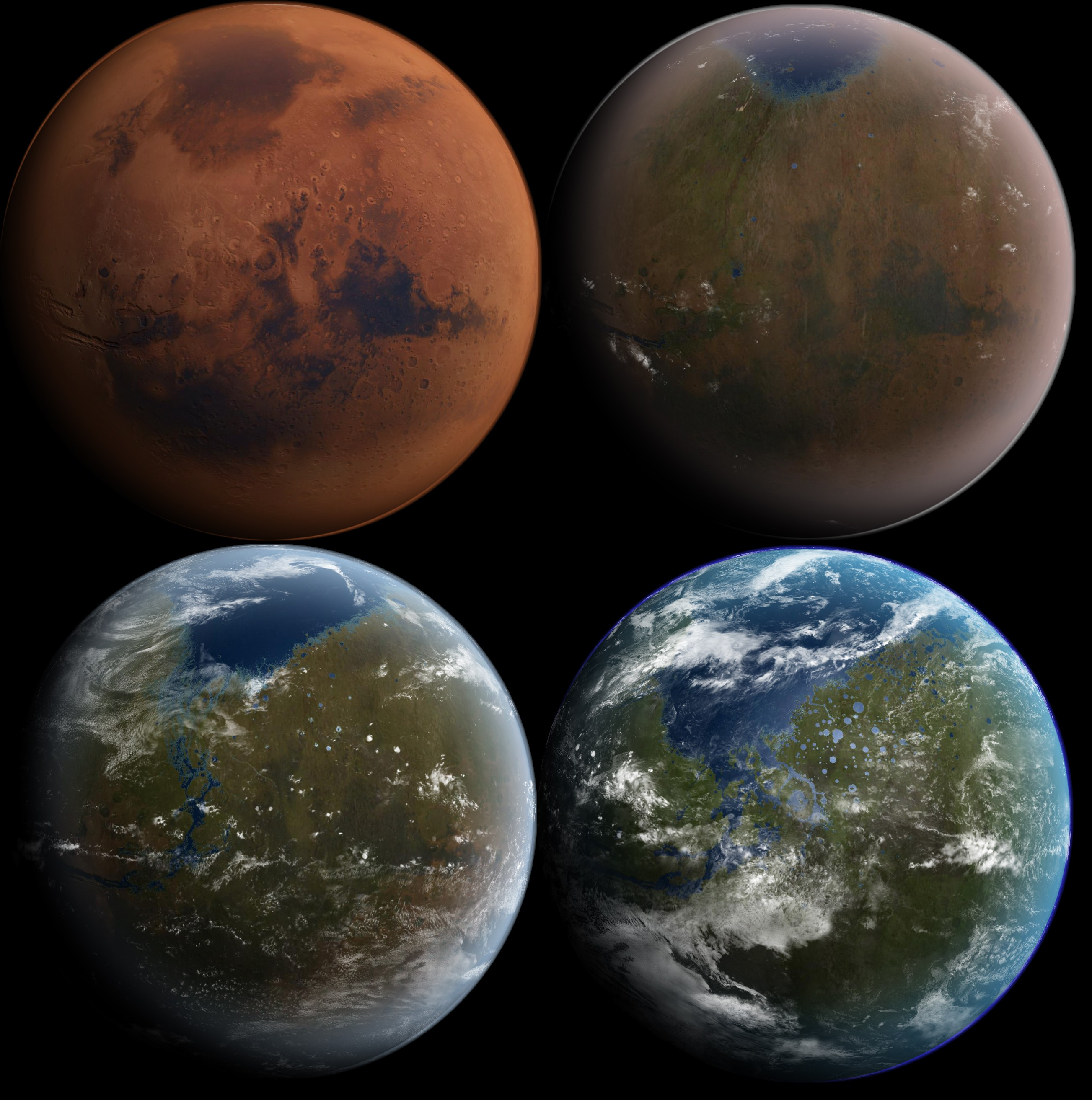
La trasformazione di Marte

Il rosso di Marte (Red Mars) prende inizio nel 2026, con il viaggio a bordo della navetta Ares dei primi coloni che si dirigono verso Marte, tra i quali John Boone, il primo astronauta che aveva camminato sul pianeta rosso. Pochi mesi più tardi, i "Primi Cento" coloni (per la maggior parte scienziati russi e americani) stabiliscono il primo avamposto su Marte (una base sotterranea chiamata Underhill) e gettano le basi per l'arrivo di altri scienziati e ingegneri sul pianeta. Mentre la colonizzazione prosegue e hanno luogo le prime operazioni per condurre alla terraformazione di Marte, si formano vari gruppi ideologici con posizioni differenti rispetto alla terraformazione, alcuni dei quali decidono di rendersi indipendenti dalle autorità, trasferendosi in località ignote. Nel corso di un decennio, viene costruito un ascensore spaziale per facilitare il trasferimento di persone e materiali da e per l'orbita del pianeta. Viene inoltre scoperta e applicata una tecnica medica per rallentare o addirittura interrompere l'invecchiamento. I Cento sono tra i primi a beneficiarne, vedendo le loro aspettative di vita ampliarsi a tempo indefinito.
Anni dopo, a causa dell'avidità delle corporazioni transnazionali suscitata dalle ricche risorse minerarie scoperte su Marte, che dominano e controllano le nazioni sulla Terra, le nuove città marziane diventano sovrappopolate e presentano problemi di scarsa manutenzione, a cui si aggiungono diversi casi di sabotaggio delle infrastrutture di terraformazione da parte di fazioni dissidenti. La situazione sfocia in una violenta rivoluzione nel 2061, contemporaneamente a conflitti tra ricchi e poveri che infuriano sulla Terra. Durante il conflitto, viene distrutta la maggior parte delle infrastrutture marziane, tra cui l'ascensore orbitale e diverse città, e numerosi dei Primi Cento vengono cacciati e uccisi dalle transnazionali; i pochi sopravvissuti sono costretti a rifugiarsi in colonie nascoste ai satelliti (underworld/sottosuolo).

### Il verde di Marte
Il verde di Marte (Green Mars), il seguito del primo romanzo, prende il titolo dallo stadio di terraformazione in cui le piante cominciano a crescere sul suolo marziano: la storia segue le vite dei rimanenti Primi Cento (e dei loro figli e nipoti), e segue le vite e le esperienze dei vari personaggi che si dipanano attraverso le generazioni e le diverse fazioni in causa. Il romanzo ha inizio concentrandosi sulle vite dei ribelli, i quali sconfitti nella rivoluzione del 2061, sono costretti a vivere in rifugi sotterranei o seminascosti. L'immigrazione continua a svolgersi sotto il controllo delle corporazioni metanazionali terrestri, seppure più lentamente a causa della caduta dell'ascensore spaziale, mentre in superficie molti coloni decidono di non nascondersi più, fondando varie città indipendenti sulla superficie, che costituiscono il "mondo di mezzo", senza subire interferenze da parte delle metanazionali, che controllano l'orbita e ricostruiscono l'ascensore spaziale.
Nel sottosuolo comincia a svilupparsi l'idea di un nuovo tipo di società, come antitesi dell'ordine imposto dalle metanazionali: ciò culmina nel trattato di Dorsa Brevia, al quale quasi tutte le fazioni del sottosuolo prendono parte. Cominciano così i preparativi per una nuova rivoluzione agli inizi del 2120. Viene inoltre sviluppata ulteriormente la filosofia di Hiroko Ai, l'Areofania: Zigote (il santuario segreto dei seguaci di Hiroko) viene descritto attraverso l'infanzia di parecchi dei bambini di seconda generazione (nisei).
Le caratteristiche del paesaggio marziano e l'evoluzione della nuova biosfera marziana sono descritte dettagliatamente nel corso del libro, illustrando i progressivi cambiamenti apportati dal processo di terraformazione, uno dei temi principali dell'opera. Il romanzo inoltre analizza in dettaglio le esperienze filosofiche, politiche ed economiche dei protagonisti e le divisioni in seno alle varie culture componenti la composita società di Marte.

### Il blu di Marte
Blue Mars prende il titolo dallo stadio di terraformazione nel quale pressione atmosferica e temperatura sono tali da permettere l'esistenza di acqua allo stato liquido sulla superficie del pianeta, consentendo la formazione di fiumi e mari. Il libro copre un intero secolo dopo la seconda rivoluzione marziana, mostrando l'espansione delle colonie marziane in tutto il sistema solare, causato dalla migrazione degli umani dalla catastrofe terrestre (e dal fatto che Marte offre sanità e istruzione gratuita e anche il trattamento anti invecchiamento); tutto ciò attribuisce all'accrescimento delle scienze e tecnologie marziane, un processo che Robinson chiama Accelerando. L'evento principale è un improvviso, catastrofico innalzamento del livello del mare sulla Terra, causato non dall'effetto serra, ma dall'eruzione di una catena di vulcani in Antartide. Oltre che alle varie storie dei personaggi, vengono descritti anche gli ultimi stadi dell'evoluzione della biosfera di Marte, ma anche i problemi provocati dalla crescente ondata di immigrazione terrestre su Marte, coi relativi problemi politici (principalmente immigrati che, invece di integrarsi nella società marziana, importano e mantengono costumi e tradizioni proprie, agendo da un certo punto di vista come una sorta di quinta colonna all'interno della società di Marte).

### The Martians
The Martians è una raccolta di storie che si dipana attraverso lo stesso periodo storico della trilogia, anche se alcune storie sono ambientate in una versione alternativa dei romanzi, in cui la missione dei Primi Cento è stata più una missione di esplorazione che di colonizzazione.

## Elementi della storia

### Corporazioni
Corporazioni Trans-nazionali, soprannominate "Transnats", sono corporazioni multinazionali estremamente potenti che iniziano ad apparire verso la metà del Ventunesimo Secolo. Grazie al processo di globalizzazione le Transnats sono riuscite a diventare così grandi ed influenti da riuscire de facto a sostituire o influenzare pesantemente i governi nazionali, inizialmente solo di piccole nazioni del Terzo Mondo, in seguito anche delle nazioni più sviluppate.
Nella storia raccontata da Robinson, le Transants diventano simili agli stati che vanno a sostituire, in continua lotta tra loro per soppiantare i competitori e divenire i soli controllori del sistema di mercato interplanetario.
Verso la fine della Trilogia di Marte nel Ventiduesimo Secolo, un'inondazione catastoficale che colpisce la Terra obbliga le corporazioni transnazionali a concedere maggiori diritti alla propria forza lavoro.
Sebbene nei libri vengano menzionate diverse transnat quelle che hanno un ruolo più attivo nello sviluppo della storia sono la Praxis, piuttosto benevola e democratica, e la Subarashi, che gioca un ruolo di primo piano nel maltrattamento dei cittadini di Marte.

### Ingegneria genetica
L'uso dell'ingegneria genetica viene menzionato per la prima volta con il tentativo di utilizzo da parte di Sax Russel di un'alga ingegnerizzata per sopportare le dure condizioni ambientali iniziali di Marte e iniziare a rendere respirabile l'aria. Questo primo tentativo, fatto in maniera clandestina, fallisce ma è seguito da tentativi su scala via via maggiore, con migliaia di tipi di alghe, licheni, muschi e batteri ingegnerizzati geneticamente per terraformare il pianeta.
Ne Il verde di Marte iniziano ad essere introdotti animali (insetti, talpe, marmotte, ma anche foche e orsi bianchi) e alberi geneticamente modificati per sopportare la sottile atmosfera marziana nell'ottica di creare una biosfera di complessità sempre crescente.
In Blue Mars l'ingegneria genetica inizia ad essere applicata anche all'essere umano, rendendolo in grado di respirare senza ausili l'atmosfera di Marte, ancora pericolosamente ricca di anidride carbonica per gli standard terrestri.

### Altri temi
I libri offrono inoltre speculazioni sulla colonizzazione di altri pianeti e lune nel Sistema Solare, e includono descrizioni di colonie o tentativi di terraformazione su Callisto, Mercurio, Titania, Miranda e Venere.
Verso la fine dell'ultimo romanzo l'umanità si lancia verso le stelle più vicine con navi colonizzatrici più lente della luce, sfruttando il trattamento di longevità per sopravvivere al viaggio.
Gran parte del romanzo descrive gli effetti dell'estrema longevità dei suoi protagonisti, la maggior parte dei quali vive per oltre duecento anni come risultato dei trattamenti di longevità. In particolare, Robinson specula sugli effetti psicologici dell'ultralongevità, inclusi perdita di memoria, cambio di personalità, instabilità mentale e noia.

## Edizioni

### Lingua originale
- Kim Stanley Robinson, Red Mars, collana Mars Trilogy, Spectra, 1993,  pp. 519 (edizione cartonata), ISBN 0-553-09204-9.
- Kim Stanley Robinson, Green Mars, collana Mars Trilogy, Spectra, 1994,  pp. 535 (edizione cartonata), ISBN 0-553-09640-0.
- Kim Stanley Robinson, Blue Mars, collana Mars Trilogy, Spectra, 1996,  pp. 609 (edizione cartonata), ISBN 0-553-10144-7.
- Kim Stanley Robinson, The Martians, collana Mars Trilogy, Spectra, 1999,  pp. 352 (edizione cartonata), ISBN 0-553-80117-1.

### Lingua italiana
- Kim Stanley Robinson, Il rosso di Marte, traduzione di Maurizio Carità, Mondadori, 1995, ISBN 8804404124.
- Kim Stanley Robinson, Il rosso di Marte, traduzione di Maurizio Carità, Roma, Fanucci, maggio 2016, ISBN 978-88-347-3136-9.
- Kim Stanley Robinson, Il verde di Marte, traduzione di Annarita Guarnieri, Roma, Fanucci, settembre 2016, ISBN 978-88-347-3259-5.
- Kim Stanley Robinson, Il blu di Marte, traduzione di Annarita Guarnieri, Roma, Fanucci, febbraio 2017, ISBN 978-88-347-3331-8.
- Kim Stanley Robinson, Il rosso di Marte, traduzione di Maurizio Carità, Roma, Fanucci, giugno 2020, ISBN 978-88-347-4033-0.
- Kim Stanley Robinson, Il verde di Marte, traduzione di Annarita Guarnieri, Roma, Fanucci, giugno 2020, ISBN 978-88-347-4034-7.
- Kim Stanley Robinson, Il blu di Marte, traduzione di Annarita Guarnieri, Roma, Fanucci, giugno 2020, ISBN 978-88-347-4035-4.
- Kim Stanley Robinson, I marziani, traduzione di Ivan Pagliaro, Roma, Fanucci, 20 febbraio 2020, ISBN 978-88-347-3944-0.